# Solitudo Lycaonis
Solitudo Lycaonis és una característica d'albedo a la superfície de Mercuri, localitzada amb el sistema de coordenades planetocèntriques a 0 ° latitud N i 107 ° longitud E. El nom va ser aprovat per la UAI l'any 1976 i fa referència a una característica d'albedo del quadrangle Beethoven (H-7).